# Jodelle Ferland
Jodelle Micah Ferland (født 9. oktober 1994 i Nanaimo, British Columbia, Canada) er en canadisk børneskuespiller, som nok er mest kendt for sin rolle som Sharon/Alessa i filmen Silent Hill. Ferland har selv fortalt at hun elsker at spille med i gyser, det er noget at det bedste ved at være skuespiller.
Hun spiller også Bree Tanner i den tredje film i The Twilight Saga: Eclipse.

## Filmografi

### Tv
| År   | Serie             | Episoder             | Rolle                  |
| ---- | ----------------- | -------------------- | ---------------------- |
| 1999 | Cold Squad        | Deadly Games: Part 2 | Hailey Hatcher         |
| 1999 | Cold Squad        | First Deadly Sin     | Hailey Hatcher         |
| 2000 | Higher Ground     | Innocence            | Ung Juliette           |
| 2001 | Wolf Lake         | Unaired pilot        | Lily Kelly             |
| 2001 | Dark Angel        | Red                  | Annabelle Anselmo      |
| 2001 | The Lone Gunmen   | Cap'n Toby           | Den lilla flickan Mary |
| 2001 | So Weird          | Annie's Song         | Maria                  |
| 2002 | Special Unit 2    | The Piper            | Flicka i brännpunkt    |
| 2002 | John Doe          | Pilot                | Jenny Nichols          |
| 2003 | Smallville        | Accelerate           | Emily Eve Dinsmore     |
| 2003 | Dead like me      | Pilot                | Kirsti                 |
| 2004 | The Collector     | The Rapper           | Djävulen/Liten flicka  |
| 2004 | The Collector     | The Prosecutor       | Djävulen/Liten flicka  |
| 2006 | Supernatural      | Provenance           | Melanie Merchant       |
| 2006 | Stargate SG-1     | Flesh and Blood      | Adria (7 år)           |
| 2006 | Masters of Horror | The V Word           | Lisa                   |
| 2007 | Stargate Atlantis | Harmony              | Harmony                |

### Film
| År   | Film                                      | Rolle                       | Noter     |
| ---- | ----------------------------------------- | --------------------------- | --------- |
| 2000 | Mermaid                                   | Desiree Leanne 'Desi' Gill  | TV-film   |
| 2000 | The Linda McCartney Story                 | Heather (5-6 år)            | TV-film   |
| 2000 | Sole Survivor                             | Nina Carpenter              | Miniserie |
| 2000 | Special Delivery                          | Samantha Beck               | TV-film   |
| 2001 | Trapped                                   | Heather                     | TV-film   |
| 2001 | Deadly Little Secrets                     | Madison                     | Film      |
| 2001 | The Miracle of the Cards                  | Annie                       | TV-film   |
| 2002 | They                                      | Sarah                       | TV-film   |
| 2002 | Carrie                                    | Ung Carrie                  | TV-film   |
| 2003 | Mob Princess                              | Ung Patti                   | TV-film   |
| 2004 | Kingdom Hospital                          | Mary Jensen                 | Miniserie |
| 2004 | 10.5                                      | Little 'Wow!' Girl          | Miniserie |
| 2004 | Too Cool for Christmas                    | Alexa                       | TV-film   |
| 2005 | Tideland                                  | Jeliza-Rose                 | Film      |
| 2006 | Silent Hill                               | Sharon/Alessa               | Film      |
| 2006 | Amber's Story                             | Nichole Taylor Timmons      | TV-film   |
| 2006 | Swimming Lessons                          | Zoe                         | Kortfilm  |
| 2006 | The Secret of Hidden Lake                 | Young Maggie Dolan          | TV-film   |
| 2007 | The Messengers                            | Michael Rollins             | Film      |
| 2007 | Seed                                      | Detektiv Bishops datter     | Film      |
| 2007 | Good Luck Chuck                           | Lila Carpenter              | Film      |
| 2007 | Céline                                    | Ung Celine                  | TV-film   |
| 2007 | Pictures of Hollis Woods                  | Hollis Woods                | TV-film   |
| 2008 | Case 39                                   | Lillith Sullivan            | Film      |
| 2008 | Wonderful World                           | Sandra                      | Film      |
| 2010 | The Twilight Saga: Eclipse                | Bree Tanner                 | Film      |
| 2010 | Case 39                                   | Lillith Sullivan            | Film      |
| 2012 | The Tall Man                              | Jenny                       | Film      |
| 2012 | The Cabin in the Woods                    | Patience Buckner            | Film      |
| 2012 | ParaNorman                                | Agatha "Aggie" Prenderghast | Stemme    |
| 2012 | The Twilight Saga: Breaking Dawn - Part 2 | Bree Tanner                 | Film      |